# Mediastinum

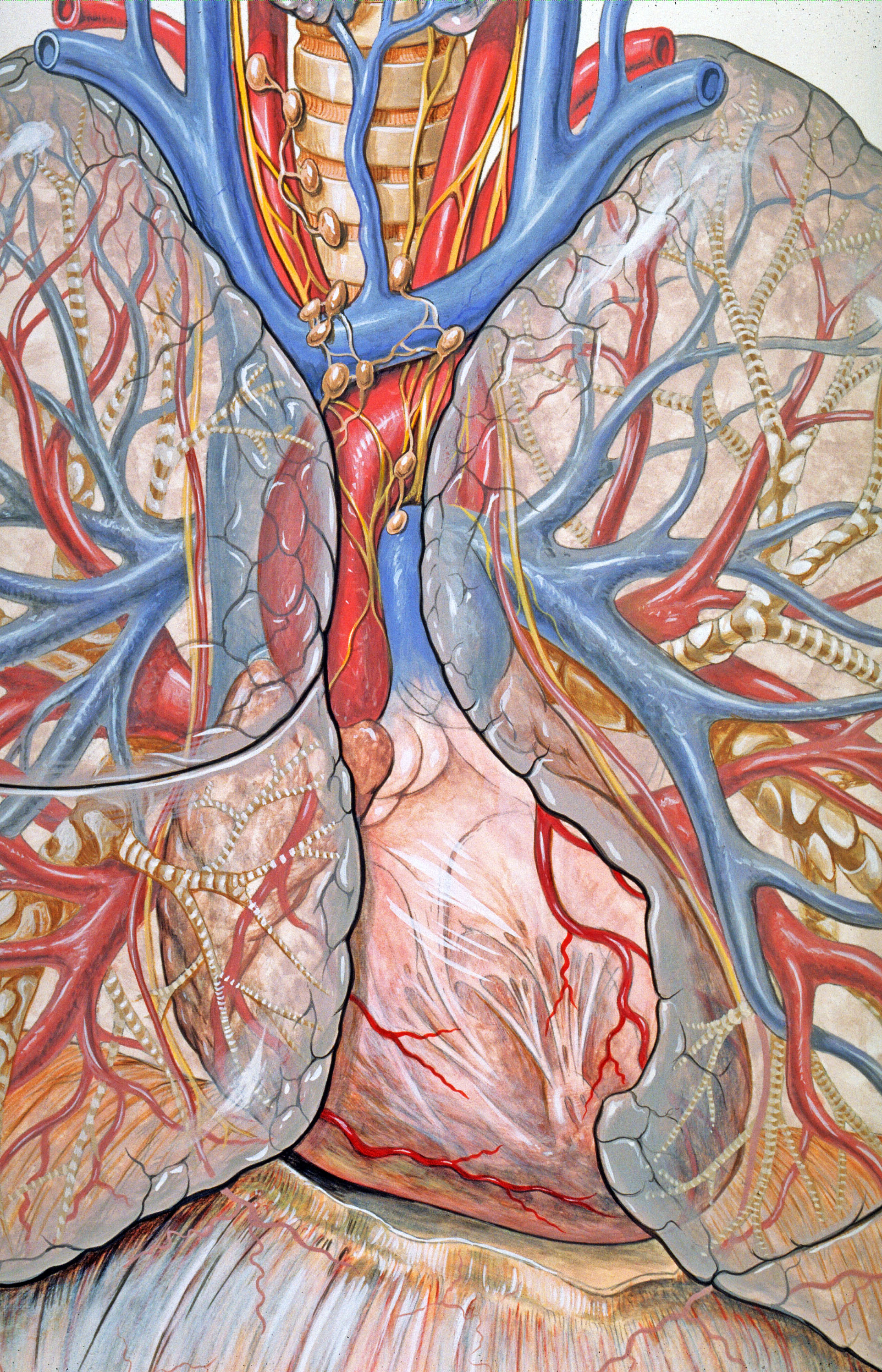
Området mellan lungorna, det så kallade mediastinum

Mediastinum är det utrymme mellan lungorna där man kan hitta till exempel luftstrupen, matstrupen, hjärtat, brässen (thymus) de stora blodkärlen (aorta, nedre och övre hålvenen, lungartären och lungvenerna) och lymfkörtlar. 
Övre gräns: Apertura thoracis superior (bröstkorgens övre öppning)
Nedre gräns: Diafragma.
Angulus sterni (costalvinkeln) i nivå med andra revbenet och Thorakalkota 4/5 bildar ett plan som avgränsar övre mediastinum från nedre mediastinum. 
Nedre (inferior) mediastinum delas in i främre, mellan och bakre relaterat till perikardiet.